# Старовлашко-рашки планини
Старовлашко-рашките планини (на сръбски: Старовлашко-Рашке планине или Старовлашко-Рашка висија) обхващат югозападна централна Сърбия.
Старовлашко-рашките планини са част от Динарите.  Единственият голям град в този регион е Ужице, а други по-малки са Ариле и Иваница.

## Списък на старовлашко-рашките планини – по надморска височина
1. 2156 m – Мокра гора (Рашка)
2. 1833 m – Голия (Рашка)
3. 1756 m – Хум (Стара Рашка)
4. 1734 m – Ядовник (Стари Влах)
5. 1693 m – Озрен (Стари Влах)
6. 1673 m – Звйезда (Стари Влах)
7. 1643 m – Радочело (Рашка)
8. 1627 m – Златар (Стари Влах)
9. 1617 m – Гилйева (Стари Влах)
10. 1616 m – Жилиндар (Стара Рашка)
11. 1579 m – Чемерно (Рашка)
12. 1544 m – Тара (Стари Влах)
13. 1534 m – Мучан (Стари Влах)
14. 1519 m – Явор (Стари Влах)
15. 1496 m – Каменна гора (Стари Влах)
16. 1496 m – Златибор (Стари Влах)
17. 1495 m – Чемерница (Стари Влах)
18. 1492 m – Пещер (Стара Рашка)
19. 1486 m – Яворйе (Стари Влах)
20. 1480 m – Муртеница (Стари Влах)
21. 1479 m – Рогозна (Рашка)
22. 1462 m – Ниная (Стара Рашка)
23. 1446 m – Градина (Стари Влах)
24. 1428 m – Ярут (Стара Рашка)
25. 1423 m – Побийеник (Стари Влах)
26. 1412 m – Ябука (Стари Влах)
27. 1386 m – Бич (Стари Влах)
28. 1382 m – Кукутница (Стари Влах)
29. 1371 m – Битовик (Стари Влах)
30. 1283 m – Ощрик (Стари Влах)
31. 1282 m – Банско бръдо (Стари Влах)
32. 1280 m – Гайева планина (Стари Влах)
33. 1256 m – Проич (Стари Влах)
34. 1188 m – Църни връх (Стари Влах)